# Riacho dos Machados
Riacho dos Machados là một đô thị thuộc bang Minas Gerais, Brasil. Đô thị này có diện tích 1308,545 km², dân số năm 2007 là 9392 người, mật độ 6,7 người/km².